# Ælfwald I.

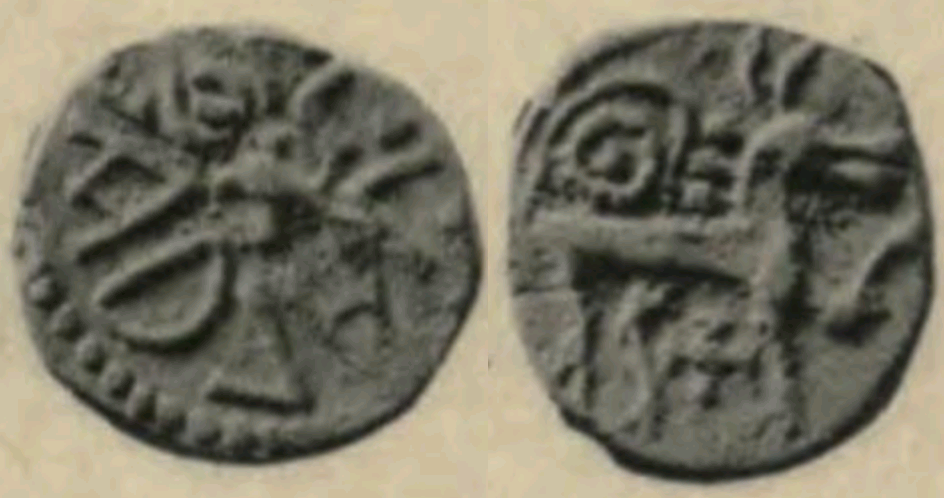
Münze Ælfwalds

Ælfwald I. (auch Aelfwald, Aelfuualdus, Alfwald, Alfwold, Alwold, Ælfwold etc.; † 23. September 788) war von 778/779 bis 788 König des angelsächsischen Königreiches Northumbria.

## Leben

### Familie
Ælfwald war wahrscheinlich ein Sohn von Oswulf (758–759) und daher ein Enkel von Eadberht Eating (737–758). Seine Söhne waren Ælf († 791) und Ælfwine († 791). Seine Schwester (oder Tante) Osgifu war mit dem ehemaligen König Ealchred verheiratet, deren Sohn Osred II. (788–790) sein Nachfolger werden sollte.

### Herrschaft
König Æthelred I. wurde 778/779 abgesetzt und der Thron wurde den Eatingas in Person des Ælfwald zurückgegeben. Æthelred musste während der Regierungszeit seiner Nachfolger Ælfwald I. und Osred II. (788–790) ins Exil. Ælfwald ließ hochwertige Münzen prägen, die zahlreiche Varianten aufweisen. Seine Herrschaft war jedoch nicht unangefochten. Die Ealdormen Osbald und Æthelheard töteten am 24. Dezember 780 den patricius Bearn, indem sie ihn in Seletune (vermutlich Salton, in North Yorkshire) verbrannten.
Als Æthelberht (767–780), der Erzbischof von York, im Jahr 780 starb, schickte Ælfwald eine Gesandtschaft nach Rom, um für dessen Nachfolger Eanbald I. (780–796) vom Papst das Pallium zu erhalten. Auch Bischof Ealhmund (767–780/781) von Hexham starb und wurde durch Tilberht ersetzt. Ælfwald galt als frommer und gerechter König. Der Zeitgenosse Alkuin berichtet jedoch auch von einem zunehmenden Verfall der Sitten. Abhilfe sollte 786 die Synode von Fingall bringen, an der neben Alkuin auch der päpstliche Nuntius Georg von Ostia teilnahmen. Die Beschlüsse der Synode wurden wenig später von König Offa auch für Mercia angenommen.
Ælfwald wurde am 23. September 788 durch den Ealdorman Sicga bei Scythlecester (wahrscheinlich das heutige Chesters) ermordet. Er wurde in der Church of Saint Andrew der Abtei von Hexham beerdigt. An der Stätte seines Todes wurde eine Kirche errichtet. Er wurde als Heiliger verehrt. Ausgehend von Hexham Abbey gab es einen Kult um Ælfwald. Seine Söhne Ælf und Ælfwine waren als Thronerben vermutlich noch zu jung, sodass ihm sein nepos („Neffe“, auch allgemein für „Verwandter“) Osred II., der Sohn von Ealchred und Osgifu, auf den Thron folgte. Æthelred gelangte im Jahr 790 erneut auf den Thron. Er ließ im Jahr 791 Ælf und Ælfwine, die Söhne Ælfwalds, als Thronrivalen aus York entführen und bei Wonwaldremere (Windermere) ermorden.